# かに座デルタ星
かに座δ星（かにざデルタせい、δ Cnc / δ Cancri）は、かに座に位置する恒星で4等星。

## 概要
黄道からわずか5分に位置しているため、太陽系の惑星が掩蔽することがある。主系列星の段階から既にレッドクランプに移行しており、中心核ではヘリウムの核融合が進んでいる。過去には連星である可能性が疑われたが、現在ではおそらく伴星は存在しないものと思われている。

## 名称
固有名のアセルス・アウストラリス (Asellus Australis) は、ラテン語で「南のロバ」を意味する言葉に由来する。プレセペ星団を「飼い葉桶」に見立て、γ星を北側のロバとして2頭のロバが飼い葉桶を挟む姿としている。2016年11月6日、国際天文学連合の恒星の命名に関するワーキンググループ (Working Group on Star Names, WGSN) は、かに座δ星の固有名として Asellus Australis を正式に承認した。